# غريغ ليتل
غريغ ليتل (بالإنجليزية: Greg Little)‏ (30 مايو 1989 في المملكة المتحدة - ) هو لاعب كرة قدم أمريكية ولاعب كرة سلة أمريكي في مركز مستقبل واسع ‏. لعب مع كلفلاند براونز.

## وصلات خارجية
- غريغ ليتل على موقع كلية كرة السلة في سبورتس رفرنس.كوم (الإنجليزية)
- غريغ ليتل على موقع ريلجم (الإنجليزية)
- غريغ ليتل على موقع إي إس بي إن.كوم (أن.أف.أل)3
- غريغ ليتل على موقع مرجع كرة القدم المحترفة.كوم (الإنجليزية)
- غريغ ليتل على موقع كلية كرة القدم في سبورتس رفرنس.كوم (الإنجليزية)